# Морис Дюфран (стадион)
«Мори́с Дюфра́н» (фр. Stade Maurice Dufrasne) — футбольный стадион в Льеже. Вместимость — 30143 зрителей. Домашняя команда — местный «Стандард». Был открыт в 1909 году.
В сентябре 2008 года сборная Бельгии по футболу провела на этом стадионе матч с командой Эстонии в рамках отборочного турнира к чемпионату мира 2010 года.

## История
Стадион был построен в 1909 году. В 1925 вместимость была расширена до 20000 человек. В 1945 была пристроена ещё одна трибуна на 1000 мест. Максимальная вместимость была достигнута в 1973 году, когда стадион был расширен до 43000 мест. В 1985, 1992, 1995 и 1999 гг. были проведены реконструкции стадиона. Последняя была проведена в преддверии ЧЕ-2000. В 2006 году поле оснастили электрической системой отопления.